# 366 v.Chr.
Het jaar 366 v.Chr. is een jaartal volgens de christelijke jaartelling.

## Gebeurtenissen

### Perzië
- De Perzische satrapen komen in opstand tegen Artaxerxes II.

### Griekenland
- Athene vestigt de democratie op Kos en de hoofdstad Kos-stad wordt gebouwd.
- De Thebaanse generaal Epaminondas plundert de Peloponnesos, de Peloponnesische Bond wordt ontbonden.
- De Thebanen veroveren de havenstad Oropos op het eiland Euboea in de Egeïsche Zee.
- Thebe sluit een vredesverdrag met Sparta.

### Italië
- Dio en Plato worden na een meningsverschil met Dionysius II verbannen uit Syracuse.
- In de Romeinse Republiek worden consuls in Rome voortaan door een praetor bijgestaan.